# Islam Makhachev
Islam Ramazanovich Makhachev (en ruso: Ислам Рамазанович Махачев, Majachkalá, URSS; 27 de octubre de 1991) es un artista marcial mixto ruso. Actualmente compite en la división de peso wélter de Ultimate Fighting Championship (UFC), donde ha sido Campeón Mundial de Peso Ligero de UFC; Ostentó el título desde octubre de 2022 hasta junio de 2025 con cuatro defensas, dejando el título vacante para subir de división. Desde el 1 de julio de 2025, está en la posición #1 del ranking de peso ligero y en la posición #2 del ranking libra por libra de UFC, tras 602 días ocupando el #1. También fue campeón mundial de Combat Sambo en la categoría de 74 kilogramos en 2016.

## Primero
De etnia Lak, Islam nació en Majachkalá,  URSS. El padre de Islam cultivaba tomates y trabajaba como conductor, su madre era ama de casa y dirigía un pequeño café, y también tiene un hermano mayor llamado Kurbanismail. A partir de los 7 años, comenzó a practicar taekwondo con el condecorado campeón Seyfula Magomedov. Islam cambió a sambo mientras asistía a la escuela con Abubakar Nurmagomedov, donde también conoció a Khabib Nurmagomedov, Shamil Zavurov y su familia. Sin embargo, abandonó los deportes de combate y jugó fútbol durante dos años después de que su familia se mudó a otra ciudad.
En febrero de 2014, Islam ganó la división de -74 kg en el Campeonato Nacional Ruso de Sambo de Combate, clasificándose para el campeonato mundial en Japón. No pudo competir en el campeonato mundial de 2014 debido al descubrimiento de una afección cardíaca que requería tratamiento. Islam volvió a ganar la división de -74 kg en el campeonato nacional de 2016, clasificándose para el campeonato mundial. Luego ganó el oro en el Campeonato Mundial de Sambo de Combate de 2016. En la final, Islam venció al búlgaro Valentin Benishev (7-0).

## Carrera de artes marciales mixtas

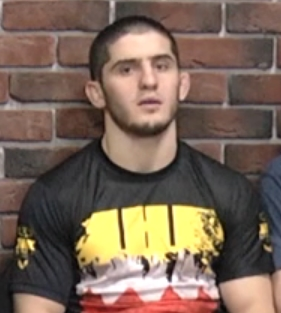
Makhachev en 2016

### М-1 Global
Makhachev hizo su debut en M-1 Global contra Tengiz Kuchua el 12 de febrero de 2011 y ganó la pelea en la primera ronda.
En su segunda pelea para la promoción, Makhachev enfrentó al francés Mansour Barnaoui el 9 de abril de 2013 en el evento M-1 Challenge 38. Ganó la pelea por decisión unánime (30–27, 30–27,30–27).
Makhachev enfrentó con el peleador brasileño cinturón negro en jiu-jitsu, Rander Junior el 21 de agosto de 2013 en el M-1 Challenge 41 y ganó por decisión unánime.
El 7 de junio de 2014 en M-1 Challenge 49, Islam enfrentó a Yuri Ivlev. Islam dominó toda la pelea y al final ganó por sumisión.  
En su última pelea en M-1, Islam Makhachev enfrentó a Ivica Truscek el 7 de septiembre de 2014. Ganó el combate vía sumisión en la tercera ronda.

### Ultimate Fighting Championship

#### 2014
El 2 de octubre de 2014, Makhachev firmó un contrato de cuatro peleas con UFC.

#### 2015
Makhachev enfrentó a Leo Kuntz el 23 de mayo de 2015, en UFC 187. Ganó la pelea por sumisión en el segundo asalto.
Makhachev enfrentó a Adriano Martins el 3 de octubre de 2015, en UFC 192. Perdió la pelea por KO en el primer asalto .

#### 2016
Se esperaba que Makhachev enfrentara a Drew Dober el 16 de abril de 2016, en UFC on Fox 19. Sin embargo, luego del pesaje, UFC anunció que Makhachev había dado positivo en un test antidopaje por Meldonium. La pelea fue cancelada. USADA levantó la suspensión de Makhachev después de una audiencia el 2 de julio de 2016.
Makhachev regresó para enfrentar a Chris Wade el 17 de septiembre de 2016, en UFC Fight Night 94. Ganó la pelea por decisión unánime.

#### 2017
Makhachev se enfrentó a Nik Lentz el 11 de febrero de 2017, en UFC 208. Ganó la pelea por decisión unánime.
Makhachev enfrentaría a Michel Prazeres el 2 de septiembre de 2017, en UFC Fight Night 115. Sin embargo, Makhachev se retiró de la pelea a principios de agosto citando razones religiosas. Fue reemplazado por Mads Burnell.

#### 2018
Makhachev enfrentó a Gleison Tibau el 20 de enero de 2018, en UFC 220. Ganó la pelea por nocaut a los 57 segundos del primer asalto.
Makhachev enfrentó a Kajan Johnson el 28 de julio de 2018, en UFC on Fox 30. Ganó la pelea por sumisión en el primer asalto.

#### 2019
Se esperaba que Makhachev enfrentara a Francisco Trinaldo el 23 de enero de 2019, en UFC 233. Sin embargo, el 11 de noviembre de 2018 se reportó que Makhachev se había sido retirado de la pelea por razones no reveladas y había sido reemplazado por Alexander Hernandez.
Makhachev enfrentó a Arman Tsarukyan el 20 de abril de 2019, en UFC on ESPN+ 7. Ganó la pelea por decisión unánime. Esta pelea lo hizo merecedor de su primer premio de Pelea de la Noche.
Makhachev enfrentó a Davi Ramos el 7 de septiembre de 2019, en UFC 242. Ganó la pelea por decisión unánime.

#### 2020
Makhachev estaba programado para enfrentar a Alexander Hernández el 18 de abril de 2020, en UFC 249. Sin embargo, Makhachev fue retirado de la tarjeta debido a las restricciones de viaje relacionadas con la pandemia de COVID-19 y fue sustituido por Omar Morales.
Se esperaba que Makhachev enfrentara a Rafael dos Anjos el 24 de octubre de 2020, en UFC 254. Sin embargo, el 8 de octubre de 2020 se informó que dos Anjos dio positivo por COVID-19 y fue retirado de la pelea. El par quedó intacto y se reprogramó para el 14 de noviembre de 2020 en UFC Fight Night 182. Sin embargo, el 8 de noviembre se informó de que Makhachev se vio obligado a retirarse del evento debido a una infección por estafilococos.

#### 2021
Makhachev enfrentó a Drew Dober el 6 de marzo de 2021, en UFC 259. Ganó la pelea por una sumisión en el tercer asalto.
Makhachev enfrentó a Thiago Moisés el 17 de julio de 2021, en UFC on ESPN 26. Ganó la pelea por sumisión en el cuarto asalto.
La pelea con el ex-Campeón Mundial de Peso Ligero de UFC Rafael dos Anjos fue reprogramada y se esperaba que se llevara a cabo el 30 de octubre de 2021, en UFC 267. Sin embargo, dos Anjos se vio obligado a retirarse del evento debido a una lesión, y fue reemplazado por Dan Hooker. Makhachev ganó la pelea por sumisión en el primer asalto.

#### 2022
Makhachev estaba programado para enfrentar a Beneil Dariush el 26 de febrero de 2022, en UFC Fight Night 202. Sin embargo, el 12 de febrero de 2022 se informó que Dariush se retiró del evento debido a una lesión en el tobillo y fue reemplazado por Bobby Green. Ganó la pelea por TKO en el primer asalto.

#### Campeonato Mundial de Peso Ligero de la UFC

##### 2022
Makhachev enfrentó a Charles Oliveira por el Campeonato Vacante de Peso Ligero de UFC el 22 de octubre de 2022, en UFC 280. Ganó la pelea y el título por sumisión (arm-triangle choke) en el segundo asalto. Esta victoria lo hizo merecedor de su primer premio de Actuación de la Noche.
En noviembre de 2022, Makhachev recibió la Orden "Por Mérito a la República de Daguestán" por sus logros en artes marciales.

##### 2023
Makhachev hizo la primera defensa de su título contra el Campeón Mundial de Peso Pluma de UFC Alexander Volkanovski el 12 de febrero de 2023, en UFC 284. Makhachev ganó la pelea por decisión unánime. Esta pelea lo hizo merecedor de su segundo premio de Pelea de la Noche.
Makhachev estaba programado para hacer la segunda defensa de su título en una revancha contra Charles Oliveira el 21 de octubre de 2023, en UFC 294. Sin embargo , Oliveira fue obligado a retirarse del evento por una lesión y fue reemplazado por Alexander Volkanovski. Makhachev ganó la pelea por KO en el primer asalto. Esta victoria lo hizo merecedor de su tercer premio de Actuación de la Noche.

##### 2024
Makhachev hizo la tercera defensa de su título contra el ex-campeón interino Dustin Poirier el 1 de junio de 2024, en UFC 302. Ganó la pelea por sumisión en el quinto asalto. Esta pelea lo hizo merecedor de su cuarto premio de Actuación de la Noche y de Pelea de la Noche, por un total de $ 100.000.

#### 2025
Makhachev estaba programado para hacer la cuarta defensa de su título en un revancha contra Arman Tsarukyan el 18 de enero de 2025, en UFC 311. Sin embargo, un día antes del evento, Tsarukyan sufrió una lesión de espalda y fue obligado a retirarse de la pelea . Makhachev se enfrentó a Renato Moicano en donde ganó defendiendo el título de peso ligero .

## Campeonatos y logros

### Artes marciales mixtas
- Ultimate Fighting Championship
  -  Campeonato de Peso Ligero de UFC (Una vez)
    - Cuatro defensas titulares exitosas
      - Mayor cantidad de victorias titulares de peso ligero de UFC (5)[71]
      - Mayor cantidad de defensas titulares de peso ligero de UFC (4)

  - Pelea de la Noche (Tres veces) vs. Arman Tsarukyan Alexander Volkanovski y Dustin Poirier[61][68]
    - Pelea del Año 2023 - UFC Honors vs. Alexander Volkanovski 1[72]
    - Pelea del Año 2023 - UFC.com vs. Alexander Volkanovski 1[73]

  - Actuación de la Noche (Tres veces) vs. Charles Oliveira Alexander Volkanovski y Dustin Poirier[68]
    - Sumisión del Año 2022 - UFC Honors vs. Charles Oliveira[74]

  - Empatado (con Kamaru Usman) por la segunda racha de victorias más larga en la historia de UFC (15)[75]
    - Racha de victorias más larga en la historia de la división de peso ligero de UFC (14)[76]

  - Cuarta menor cantidad de golpes significativos absorbidos por minuto en la historia de la división de peso ligero de UFC (1.51)
  - Precisión de golpe más alta en la historia de la división de peso ligero de UFC (60.3%)
  - Segundo porcentaje de defensa de derribos más alto en la historia de la división de peso ligero de UFC (90.9%)
  - Segundo porcentaje de victorias más alto en la historia de UFC (93.8% - 15 victorias / 1 derrota)
  - Empatado (Joe Lauzon y Nate Diaz) por la tercera mayor cantidad de sumisiones en la historia de la división de peso ligero de UFC (7)
  - Tercer porcentaje de precisión de derribo más alto en la historia de la división de peso ligero de UFC (61.2%)
  - Peleador del Año 2023[77]
- ProFC
  - Copa Nacional de ProFC Union
- MMAjunkie.com
  - Sumisión del Mes de marzo de 2021 vs. Drew Dober[78]
  - Sumisión del Mes de octubre de 2021 vs. Dan Hooker[79]
  - Sumisión del Mes de octubre de 2022 vs. Charles Oliveira[80]
  - Sumisión del Año 2022 vs. Charles Oliveira[81]
- Sherdog
  - Peleador del Año 2023[82]
  - Pelea del Año 2023 vs. Alexander Volkanovski en UFC 284[83]
- World MMA Awards
  - Pelea del Año 2023 vs. Alexander Volkanovski en UFC 284[84]
- Wrestling Observer Newsletter
  - Peleador Más Sobresaliente del Año (2023)[85]
  - Pelea de MMA del Año 2023 vs. Alexander Volkanovski en UFC 284[85]

### Sambo
- Fédération Internationale Amateur de Sambo (FIAS)
  - Medallista de oro del Campeonato Mundial de Sambo de Combate FIAS 2016

- World Combat Sambo Federation (not FIAS)
  - Campeón mundial de Sambo[86]

- Combat Sambo Federation of Russia
  - Campeón nacional ruso de combate Sambo (cuatro veces)

- All-Russian
  - Campeón Nacional de Rusia 2016 (World Team Trials-FIAS)

### Grappling
- UWW Russian Grappling Federation
  - Distrito Federal del Cáucaso Norte 1º

## Récord en artes marciales mixtas
| Récord profesional | Récord profesional | Récord profesional |
| 28 peleas          | 27 victorias       | 1 derrota          |
| ------------------ | ------------------ | ------------------ |
| Nocaut             | 5                  | 1                  |
| Sumisión           | 13                 | 0                  |
| Decisión           | 9                  | 0                  |

| Resultado | Récord | Oponente              | Método                             | Evento                                 | Fecha                    | Ronda | Tiempo | Localización                 | Notas                                                                                   |
| --------- | ------ | --------------------- | ---------------------------------- | -------------------------------------- | ------------------------ | ----- | ------ | ---------------------------- | --------------------------------------------------------------------------------------- |
| Victoria  | 27–1   | Renato Moicano        | Sumisión (D'Arce choke)            | UFC 311                                | 18 de enero de 2025      | 1     | 4:05   | Inglewood, California        | Defendió el Campeonato de Peso Ligero de UFC.                                           |
| Victoria  | 26–1   | Dustin Poirier        | Sumisión (D'Arce choke)            | UFC 302                                | 1 de junio de 2024       | 5     | 2:42   | Newark, Nueva Jersey         | Defendió el Campeonato de Peso Ligero de UFC. Actuación de la Noche. Pelea de la Noche. |
| Victoria  | 25–1   | Alexander Volkanovski | KO (patada a la cabeza y golpes)   | UFC 294                                | 21 de octubre de 2023    | 1     | 3:06   | Abu Dhabi                    | Defendió el Campeonato de Peso Ligero de UFC. Actuación de la Noche.                    |
| Victoria  | 24–1   | Alexander Volkanovski | Decisión (unánime)                 | UFC 284                                | 12 de febrero de 2023    | 5     | 5:00   | Perth                        | Defendió el Campeonato de Peso Ligero de UFC. Pelea de la Noche. Pelea del Año 2023.    |
| Victoria  | 23–1   | Charles Oliveira      | Sumisión (arm-triangle choke)      | UFC 280                                | 22 de octubre de 2022    | 2     | 3:16   | Abu Dhabi                    | Ganó el Campeonato de Peso Ligero de UFC. Actuación de la Noche.                        |
| Victoria  | 22–1   | Bobby Green           | TKO (golpes)                       | UFC Fight Night: Makhachev vs. Green   | 26 de febrero de 2022    | 1     | 3:23   | Las Vegas, Nevada            | Pelea en peso pactado (160 lbs).                                                        |
| Victoria  | 21–1   | Dan Hooker            | Sumisión (kimura)                  | UFC 267                                | 30 de octubre de 2021    | 1     | 2:25   | Abu Dhabi                    |                                                                                         |
| Victoria  | 20–1   | Thiago Moisés         | Sumisión (rear-naked choke)        | UFC on ESPN: Makhachev vs. Moisés      | 17 de julio de 2021      | 4     | 2:38   | Las Vegas, Nevada            |                                                                                         |
| Victoria  | 19–1   | Drew Dober            | Sumisión (arm-triangle choke)      | UFC 259                                | 6 de marzo de 2021       | 3     | 1:37   | Las Vegas, Nevada            | Actuación de la Noche.                                                                  |
| Victoria  | 18–1   | Davi Ramos            | Decisión (unánime)                 | UFC 242                                | 7 de septiembre de 2019  | 3     | 5:00   | Abu Dabi                     |                                                                                         |
| Victoria  | 17–1   | Arman Tsarukyan       | Decisión (unánime)                 | UFC Fight Night: Overeem vs. Oleinik   | 20 de abril de 2019      | 3     | 5:00   | San Petersburgo              | Pelea de la Noche.                                                                      |
| Victoria  | 16–1   | Kajan Johnson         | Sumisión (armbar)                  | UFC on Fox: Alvarez vs. Poirier 2      | 28 de julio de 2018      | 1     | 4:43   | Calgary, Alberta             |                                                                                         |
| Victoria  | 15–1   | Gleison Tibau         | KO (puñetazo)                      | UFC 220                                | 20 de enero de 2018      | 1     | 0:57   | Boston, Massachussets        |                                                                                         |
| Victoria  | 14–1   | Nik Lentz             | Decisión (unánime)                 | UFC 208                                | 11 de febrero de 2017    | 3     | 5:00   | Brooklyn, New York           |                                                                                         |
| Victoria  | 13–1   | Chris Wade            | Decisión (unánime)                 | UFC Fight Night: Poirier vs. Johnson   | 17 de septiembre de 2016 | 3     | 5:00   | Hidalgo, Texas               |                                                                                         |
| Derrota   | 12–1   | Adriano Martins       | KO (puñetazo)                      | UFC 192                                | 3 de octubre de 2015     | 1     | 1:46   | Houston, Texas               |                                                                                         |
| Victoria  | 12–0   | Leo Kuntz             | Sumisión (rear-naked choke)        | UFC 187                                | 25 de mayo de 2015       | 2     | 2:38   | Las Vegas, Nevada            |                                                                                         |
| Victoria  | 11–0   | Ivica Truscek         | Sumisión (inverted triangle choke) | M-1 Challenge 51                       | 7 de septiembre de 2014  | 3     | 4:45   | San Petersburgo              | Pelea en peso pactado (165 lbs).                                                        |
| Victoria  | 10–0   | Yuri Ivlev            | Sumisión (armbar)                  | M-1 Challenge 49                       | 7 de junio de 2014       | 1     | 1:49   | Ingushetia                   |                                                                                         |
| Victoria  | 9–0    | Rander Junio          | Decisión (unánime)                 | M-1 Challenge 41                       | 21 de agosto de 2013     | 3     | 5:00   | San Petersburgo              |                                                                                         |
| Victoria  | 8–0    | Mansour Barnaoui      | Decisión (unánime)                 | M-1 Challenge 38                       | 9 de abril de 2013       | 3     | 5:00   | San Petersburgo              |                                                                                         |
| Victoria  | 7–0    | Anatoly Kormilkin     | Sumisión (armbar)                  | Lion's Fights 2                        | 2 de septiembre de 2012  | 1     | 3:17   | San Petersburgo              |                                                                                         |
| Victoria  | 6–0    | Migel Grigoryan       | Sumisión (rear-naked choke)        | Siberian Fighting Championship 1       | 15 de diciembre de 2011  | 1     | 4:25   | Tomsk                        |                                                                                         |
| Victoria  | 5–0    | Vladimir Egoyan       | Decisión (dividida)                | ProFC - Union Nation Cup Final         | 2 de julio de 2011       | 2     | 5:00   | Rostov-on-Don                |                                                                                         |
| Victoria  | 4–0    | Magomed Ibragimov     | Sumisión (triangle choke)          | Tsumada Fighting Championship 5        | 1 de julio de 2011       | 2     | 3:15   | Tsumadinsky, Dagestan        |                                                                                         |
| Victoria  | 3–0    | Martiros Grigoryan    | TKO (puñetazos)                    | ProFC - Union Nation Cup 15            | 6 de mayo de 2011        | 1     | 2:52   | Simferopol, Crimea           |                                                                                         |
| Victoria  | 2–0    | Tengiz Khuchua        | TKO (golpes)                       | M-1 Selection Ukraine 2010: The Finals | 12 de febrero de 2011    | 2     | 0:30   | Kiev                         |                                                                                         |
| Victoria  | 1–0    | Magomed Bekbolatov    | Decisión (unánime)                 | TFC 4 - Tsumada Fighting Championship  | 1 de agosto de 2010      | 2     | 5:00   | Tsumadinsky, Dagestan, Rusia | Debut en peso ligero.                                                                   |

## Peleas en Pay-per-view
| N.º            | Evento         | Pelea                       | Fecha                 | Sede              | Ciudad                             | Compras de PPV |
| -------------- | -------------- | --------------------------- | --------------------- | ----------------- | ---------------------------------- | -------------- |
| 1.             | UFC 280        | Oliveira vs. Makhachev      | 22 de octubre de 2022 | Etihad Arena      | Abu Dhabi, Emiratos Árabes Unidos  | 650,000        |
| 2.             | UFC 284        | Makhachev vs. Volkanovski   | 13 de febrero de 2023 | RAC Arena         | Perth, Australia                   | 600,000        |
| 3.             | UFC 294        | Makhachev vs. Volkanovski 2 | 21 de octubre de 2023 | Etihad Arena      | Abu Dhabi, Emiratos Árabes Unidos  | No revelado    |
| 4.             | UFC 302        | Makhachev vs. Poirier       | 1 de junio de 2024    | Prudential Center | Newark, New Jersey, Estados Unidos | No revelado    |
| Ventas totales | Ventas totales | Ventas totales              | Ventas totales        | Ventas totales    | Ventas totales                     | 1.250.000      |